# Nobuko Jajima
Nobuko Jajima (麝嶋 伸子 Jajima Nobuko?) es una exfutbolista japonesa.
En 1981, Jajima jugó 1 veces para la selección femenina de fútbol de Japón.

## Trayectoria

### Selección nacional
| Selección | País  | Año  |
| --------- | ----- | ---- |
| Absoluta  | Japón | 1981 |

## Estadística de equipo nacional
| Selección femenina de fútbol de Japón | Selección femenina de fútbol de Japón | Selección femenina de fútbol de Japón |
| Año                                   | Partidos                              | Goles                                 |
| ------------------------------------- | ------------------------------------- | ------------------------------------- |
| 1981                                  | 1                                     | 0                                     |
| Total                                 | 1                                     | 0                                     |